# Tatjana Patitz
Tatjana Patitz (Hamburgo, 25 de março de 1966 – Santa Bárbara, 11 de janeiro de 2023) foi uma modelo e atriz alemã.

## Biografia
Nascida na Alemanha, Tatjana foi criada em Skanör, Suécia. Começou a trabalhar como modelo aos 17 anos e fez parte do grupo das grandes supermodelos da década de 80, que também incluía Cindy Crawford, Elle MacPherson, Naomi Campbell, Claudia Schiffer, entre outras. A modelo fez capas de mais de 130 revistas durante sua carreira.

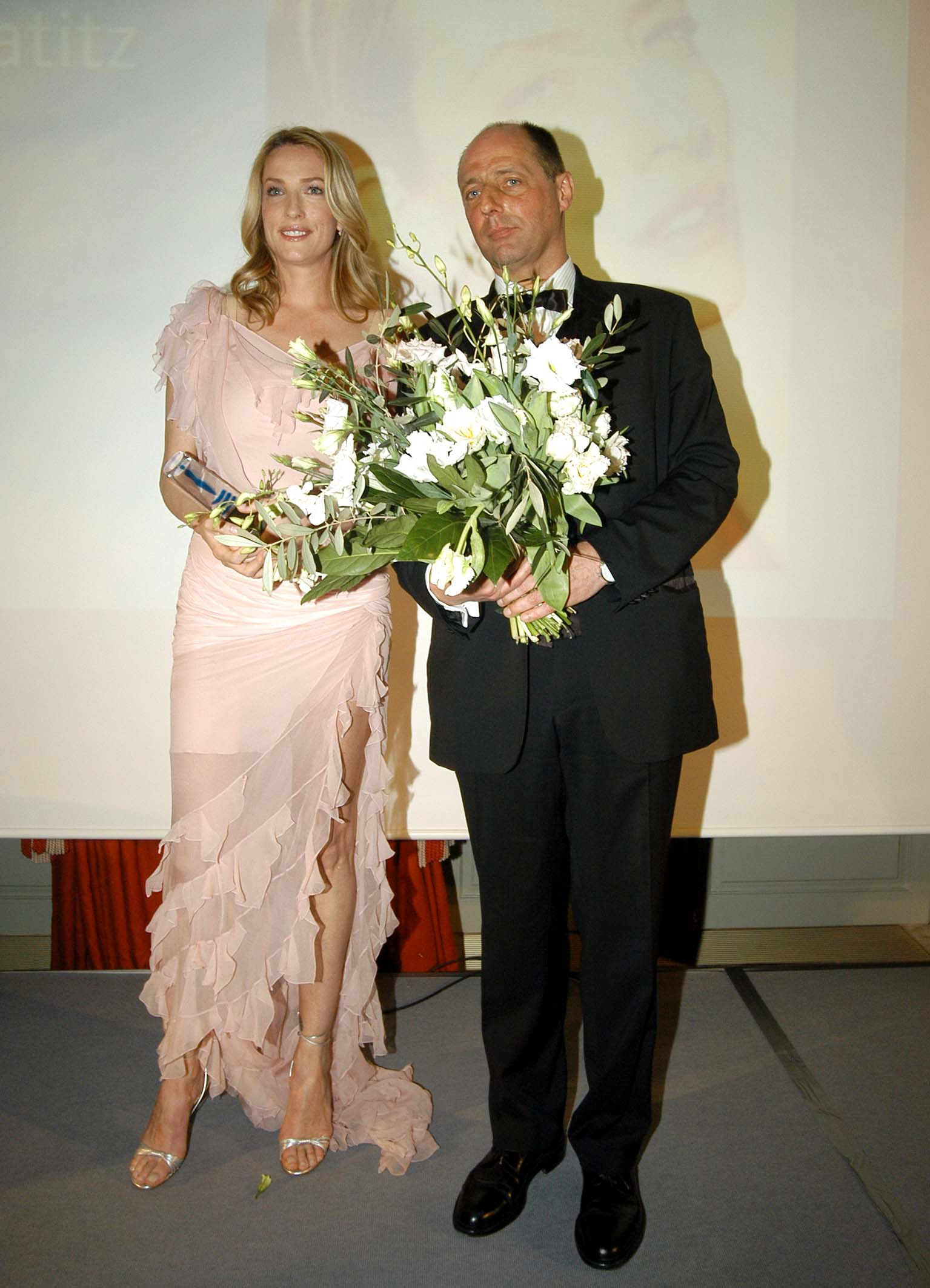
Tatjana Patitz 2005

Em 1987 filmou um clipe para a múscia Skin Trade, do álbum Notorious, de Duran Duran. Mudou-se posteriormente para a Califórnia, onde começou uma carreira de atriz. Sua primeira aparição foi uma ponta no filme Sol Nascente, de 1993, em que era assassinada. Fez várias aparições na cena artística, em clipes, programas, séries e shows. Seu maior papel foi em Restraining Order. Apareceu no clipe do cantor George Michael Freedom '90, junto com Cindy Crawford, Christy Turlington, Linda Evangelista e Naomi Campbell.
A modelo teve um filho e também um longo relacionamento com o cantor inglês Seal.

## Morte
Patitz, teve sua morte divulgada em 11 de janeiro de 2023, aos 56 anos. Ela faleceu após uma batalha contra um câncer de mama. 